# Ramona Balthasar
Ramona Balthasar, nach Heirat Ramona Franz, (* 9. Januar 1964 in Forst) ist eine ehemalige deutsche Ruderin. 1988 gelang ihr im Achter der Olympiasieg.

## Werdegang
Ramona Balthasar begann bei der SG Dynamo Potsdam und wechselte 1985 zum SC Dynamo Berlin. 1984 war sie für die Olympiaauswahl der DDR vorgesehen, aber konnte wegen des Olympiaboykotts nicht antreten. Bei der Ruderregatta auf dem Rotsee bei Luzern belegte sie zusammen mit Birgit Peter den dritten Platz im Doppelzweier. 1985 wechselten Peter und Balthasar in den Doppelvierer und siegten bei den Ruder-Weltmeisterschaften 1985 in Bled zusammen mit Jutta Hampe und Kristina Mundt.
Nachdem sie im Skull nicht mehr in die DDR-Nationalmannschaft gekommen war, wechselte Ramona Balthasar zu den Riemenbooten. 1988 bei den Olympischen Sommerspielen in Seoul siegte der von Daniela Neunast gesteuerte Achter in der Besetzung Annegret Strauch, Judith Zeidler, Kathrin Haacker, Ute Wild, Anja Kluge, Ramona Balthasar, Beatrix Schröer und Ute Stange vor den Booten aus Rumänien und China. 1989 gewann der rumänische Achter die Weltmeisterschaft, Ramona Balthasar gewann mit dem DDR-Achter die Silbermedaille.
Für den Olympiasieg 1988 wurde Balthasar mit dem Vaterländischen Verdienstorden in Gold ausgezeichnet. Diese Auszeichnung hat sie auch 1986 erhalten.